# مطار بلتن
مطار بلتن هو مطار للاستخدام العام يقع بالقرب من بلتن، في إقليم وادي فيرا، بتشاد.

## روابط خارجية
- سجل مطار بلتن في Landings.com